# Гуцол Михайло Васильович
Гуцол Михайло Васильович (30 червня 1951, місто Сокиряни, Чернівецька область — 17 березня 2020) — український політик, голова Зеленої Екологічної партії України «Райдуга».

## Життєпис
Народився 30.06.1951 в місті Сокиряни, Чернівецької області. Українець за походженням.

### Освіта
Гірниче професійно-технічне училище № 33 (місто Ровеньки Луганської області), машиніст вугільних та прохідних комбайнів.

### Кар'єра
- 1966—1971 — учень ПТУ № 33, місто Ровеньки; гірник шахтоуправління 53-54, місто Антрацит Луганської області.
- 1971—1973 — служба в армії.
- 1973—1981 — авіамеханік Чернівецького об'єднаного авіазагогу; дільничний уповноважений УВС Чернівецької області; робітник Чернівецької геологорозвідувальної партії; електрослюсар тресту «Дорресторан»; прохідник «Київметробуд».
- 1981—1988 — заступник директора Чернівецького індустріального технікуму; завідувач господарського державного архіву; завідувач складу об'єднання «Продтовари»; заступник директора СПТУ № 6; завідувач Чернівецького спецкомбінату в місті Чернівці.
- З 1988 — член торговельно-закупівельного кооперативу «Меркурій»; інспектор санітарно-екологічної інспекції Чернівецького міськвиконкому; голова кооперативу; президент науково-виробничої фірми «Октава-сервіс ЛТД».

### Політична діяльність
- З квітня 1999 — заступник голови ЗПУ.
- З лютого 2001 — голова Екологічної партії України «Захист».
- З березня 1998 по квітень 2002 — народний депутат України 3-го скликання  від ПЗУ, № 18 в списку. На час виборів: президент науково-виробничої фірми «Октава-сервіс ЛТД» (місто Чернівці), член ПЗУ.
- З травня 1998 по березень 1999 — член фракції ПЗУ.
- З березня 1999 по вересень 2000 — член фракції «Батьківщина».
- З липня 1998 секретар Комітету з питань прав людини, національних меншин і міжнаціональних відносин.
- З вересня 2000 по січень 2002 — член фракції «Яблуко».
- У березні 2002 — кандидат у народні депутати України від блоку «Райдуга», № 1 в списку. На час виборів: народний депутат України, Голова Екологічної партії України «Захист»
- У липні 2002 — кандидат у народні депутати України, виборчий округ № 18, Вінницької області, самовисування. За 0,46 %, 7 з 12 претендентів. Голова Екологічної партії України «Захист».
- У березні 2006 — кандидат у народні депутати України від Блоку «Патріоти України», № 13 в списку.